# کانال مانش

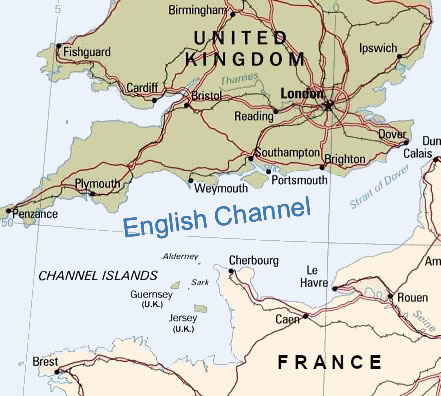
نقشه کانال مانش

کانال مانش (به فرانسوی: La Manche) یا کانال انگلیس (به انگلیسی: English Channel)، قسمتی از اقیانوس اطلس است که این اقیانوس را به دریای شمال پیوند می‌دهد و در شمال فرانسه و جنوب انگلیس قرار می‌گیرد. طول کانال مانش نزدیک به ۵۶۰ کیلومتر (۳۵۰ مایل) و عرض آن از ۲۴۰ کیلومتر (۱۵۰ مایل) در عریض‌ترین نقطه تا ۳۴ کیلومتر (۲۱ مایل) در تنگه دوور متغیر است. مساحت کانال مانش در مجموع حدود ۷۵ هزار کیلومترمربع است.
کانال مانش ، یکی از پر رفت‌وآمدترین آبراه‌های جهان است و عبور از آن با شناورهای کوچک به‌ویژه در فصل زمستان و آب‌وهوای توفانی، بسیار خطرناک است.